# Apanthura cracenta
Apanthura cracenta là một loài chân đều trong họ Anthuridae. Loài này được Kensley miêu tả khoa học năm 1984.